# Coppa Sabatini 1976
La Coppa Sabatini 1976, venticinquesima edizione della corsa, si svolse il 4 agosto 1976 su un percorso di 223 km. La vittoria fu appannaggio dell'italiano Piero Spinelli, che completò il percorso in 5h37'00", precedendo i connazionali Giacinto Santambrogio e Wilmo Francioni.

## Ordine d'arrivo (Top 10)
| Pos. | Corridore             | Squadra            | Tempo    |
| ---- | --------------------- | ------------------ | -------- |
| 1    | Piero Spinelli        | Zonca              | 5h37'00" |
| 2    | Giacinto Santambrogio | Bianchi-Campagnolo | a 0'30"  |
| 3    | Wilmo Francioni       | Magniflex          | s.t.     |
| 4    | Costantino Conti      | Magniflex          | s.t.     |
| 5    | Fabrizio Fabbri       | Bianchi-Campagnolo | s.t.     |
| 6    | Roberto Poggiali      | Sanson             | s.t.     |
| 7    | Armando Lora          | Magniflex          | s.t.     |
| 8    | Annibale De Faveri    | Bianchi-Campagnolo | s.t.     |
| 9    | Antonio Salutini      | Zonca              | s.t.     |
| 10   | Enrico Guadrini       | Zonca              | s.t.     |